# США на летних Олимпийских играх 1936
На летних Олимпийских играх 1936 года США представляли 359 спортсменов (313 мужчин, 46 женщин). Они завоевали 24 золотых, 20 серебряных и 12 бронзовых медалей, что вывело сборную на 2-е место в неофициальном командном зачёте.

## Медалисты
| Медаль  | Спортсмен | Вид спорта                  | Дисциплина                               |
| ------- | --- | --------------------------- | ---------------------------------------- |
| Золото  | Джеймс Оуэнс | Лёгкая атлетика             | Мужчины, 100 м                           |
| Золото  | Джеймс Оуэнс | Лёгкая атлетика             | Мужчины, 200 м                           |
| Золото  | Арчи Вильямс | Лёгкая атлетика             | Мужчины, 400 м                           |
| Золото  | Джон Вудрафф | Лёгкая атлетика             | Мужчины, 800 м                           |
| Золото  | Форрест Таунс | Лёгкая атлетика             | Мужчины, 110 м с барьерами               |
| Золото  | Гленн Хардин | Лёгкая атлетика             | Мужчины, 400 м с барьерами               |
| Золото  | Джеймс Оуэнс Ральф Меткалф Фой Дрэпер Фрэнк Викофф | Лёгкая атлетика             | Мужчины, эстафета 4×100 м                |
| Золото  | Джеймс Оуэнс | Лёгкая атлетика             | Мужчины, прыжки в длину                  |
| Золото  | Корнелиус Джонсон | Лёгкая атлетика             | Мужчины, прыжки в высоту                 |
| Золото  | Эрл Медоуз | Лёгкая атлетика             | Мужчины, прыжки с шестом                 |
| Золото  | Вильям Карпентер | Лёгкая атлетика             | Мужчины, метание диска                   |
| Золото  | Гленн Моррис | Лёгкая атлетика             | Мужчины, десятиборье                     |
| Золото  | Хелен Стефенс | Лёгкая атлетика             | Женщины, 100 м                           |
| Золото  | Харриет Блэнд Аннетт Роджерс Бетти Робинсон Хелен Стефенс | Лёгкая атлетика             | Женщины, эстафета 4×100 м                |
| Золото  | Сэм Балтер Ральф Бишоп Джо Фортенберри Текс Гиббонс Фрэнсис Джонсон Карл Ноулз Фрэнк Любин Арт Моллнер Дональд Пайпер Джек Рэгланд Уиллард Шмидт Карл Шай Дуэйн Свансон Билл Уитли | Баскетбол                   | Мужчины                                  |
| Золото  | Херберт Моррис Чарльз Дей Гордон Адам Джон Уайт Джеймс Макмиллин Джордж Хант Джозеф Ранц Дональд Хьюм Роберт Мок                                                                   | Академическая гребля        | Мужчины, восьмёрки                       |
| Золото  | Ричард Дедженер | Прыжки в воду               | Мужчины, трамплин 3 м                    |
| Золото  | Маршалл Уэйн | Прыжки в воду               | Мужчины, вышка 10 м                      |
| Золото  | Марджори Джестринг | Прыжки в воду               | Женщины, трамплин 3 м                    |
| Золото  | Дороти Пойнтон-Хилл | Прыжки в воду               | Женщины, вышка 10 м                      |
| Золото  | Джек Медика | Плавание                    | Мужчины, 100 м вольным стилем            |
| Золото  | Адольф Кифер | Плавание                    | Мужчины, 100 м на спине                  |
| Золото  | Энтони Терлаццо | Тяжёлая атлетика            | Мужчины, до 60 кг                        |
| Золото  | Фрэнк Льюис | Борьба                      | Мужчины, вольный стиль, до 72 кг         |
| Серебро | Ральф Меткалф | Лёгкая атлетика             | Мужчины, 100 м                           |
| Серебро | Мак Робинсон | Лёгкая атлетика             | Мужчины, 200 м                           |
| Серебро | Гленн Каннингхэм | Лёгкая атлетика             | Мужчины, 1500 м                          |
| Серебро | Харольд Кэгл Роберт Янг Эдуард О'Брайен Альфред Фитч | Лёгкая атлетика             | Мужчины, эстафета 4×400 м                |
| Серебро | Дэвид Олбриттон | Лёгкая атлетика             | Мужчины, прыжки в высоту                 |
| Серебро | Гордон Данн | Лёгкая атлетика             | Мужчины, метание диска                   |
| Серебро | Роберт Кларк | Лёгкая атлетика             | Мужчины, десятиборье                     |
| Серебро | Джек Уилсон | Бокс                        | Мужчины, до 53,5 кг                      |
| Серебро | Маршалл Уэйн | Прыжки в воду               | Мужчины, трамплин 3 м                    |
| Серебро | Элберт Рут | Прыжки в воду               | Мужчины, вышка 10 м                      |
| Серебро | Катерин Роулз | Прыжки в воду               | Женщины, трамплин 3 м                    |
| Серебро | Велма Данн | Прыжки в воду               | Женщины, вышка 10 м                      |
| Серебро | Эрл Фостер Томсон | Конный спорт                | Троеборье, личное первенство             |
| Серебро | Чарлз Леонард | Современное пятиборье       | Мужчины, личное первенство               |
| Серебро | Джек Медика | Плавание                    | Мужчины, 1500 м вольным стилем           |
| Серебро | Альберт Ванде Веге | Плавание                    | Мужчины, 100 м на спине                  |
| Серебро | Ральф Флэнэгэн Джон Масионис Джек Медика Пол Вольф | Плавание                    | Мужчины, эстафета 4×200 м вольным стилем |
| Серебро | Росс Флуд | Борьба                      | Мужчины, вольный стиль, до 56 кг         |
| Серебро | Фрэнк Миллард | Борьба                      | Мужчины, вольный стиль, до 61 кг         |
| Серебро | Ричард Волива | Борьба                      | Мужчины, вольный стиль, до 79 кг         |
| Бронза  | Джеймс Лювалль | Лёгкая атлетика             | Мужчины, 400 м                           |
| Бронза  | Фриц Поллард-младший | Лёгкая атлетика             | Мужчины, 110 м с барьерами               |
| Бронза  | Делос Тербер | Лёгкая атлетика             | Мужчины, прыжки в высоту                 |
| Бронза  | Джек Паркер | Лёгкая атлетика             | Мужчины, десятиборье                     |
| Бронза  | Луис Лаури | Бокс                        | Мужчины, до 50,8 кг                      |
| Бронза  | Эрнест Ридел | Гребля на байдарках и каноэ | Мужчины, байдарки-одиночки, 10.000 м     |
| Бронза  | Алан Грин | Прыжки в воду               | Мужчины, трамплин 3 м                    |
| Бронза  | Дороти Пойнтон-Хилл | Прыжки в воду               | Женщины, трамплин 3 м                    |
| Бронза  | Дэниел Барроу | Академическая гребля        | Мужчины, одиночки                        |
| Бронза  | Ленора Найт | Плавание                    | Женщины, 400 м вольным стилем            |
| Бронза  | Элис Бриджес | Плавание                    | Женщины, 100 м на спине                  |
| Бронза  | Мэвис Фримэн Бернис Лэпп Олайв Маккин Катерин Роулз | Плавание                    | Женщины, эстафета 4×100 м вольным стилем |

## Результаты соревнований

### Академическая гребля
Соревнования в академической гребле на Играх 1936 года проходили с 11 по 14 августа. В следующий раунд из каждого заезда проходили несколько лучших экипажей (в зависимости от раунда и дисциплины). В финал выходили 6 сильнейших экипажей.
Мужчины
| Соревнование | Спортсмены             | Предварительный заезд | Предварительный заезд | Предварительный заезд | Отборочный заезд | Отборочный заезд | Отборочный заезд | Полуфинал     | Полуфинал     | Полуфинал     | Финал                 | Финал                 |
| Соревнование | Спортсмены             | Заезд                 | Время                 | Место                 | Заезд            | Время            | Место            | Заезд         | Время         | Место         | Время                 | Место                 |
| ------------ | ---------------------- | --------------------- | --------------------- | --------------------- | ---------------- | ---------------- | ---------------- | ------------- | ------------- | ------------- | --------------------- | --------------------- |
| одиночки     | Дэниел Барроу          | 2                     | 7:30,5                | 5                     | 2                | 7:31,3           | 1 Q              | 1             | 8:17,9        | 2 Q           | 8:28,0                | 3                     |
| двойки       | Гарри Шарки Джордж Дам | 2                     | 7:50,0                | 4                     | 1                | DNF              | —                | не проводится | не проводится | не проводится | завершили выступление | завершили выступление |

### Водное поло

#### Мужчины
Состав команды
| Мужская сборная США по водному поло | Мужская сборная США по водному поло | Мужская сборная США по водному поло | Мужская сборная США по водному поло | Мужская сборная США по водному поло | Мужская сборная США по водному поло | Мужская сборная США по водному поло | Мужская сборная США по водному поло |
| №                                   | Имя                                 | Дата рождения (возраст)             | Рост                                | Вес                                 | Клуб                                | Игры                                | Голы                                |
| ----------------------------------- | ----------------------------------- | ----------------------------------- | ----------------------------------- | ----------------------------------- | ----------------------------------- | ----------------------------------- | ----------------------------------- |
|                                     | Герберт Уайлдмэн (GK)               | 6 сентября 1912 (23 года)           |                                     |                                     | Атлетический клуб Лос-Анджелеса     | 2                                   | -4                                  |
|                                     | Фред Лауэр (GK)                     | 13 октября 1898 (37 лет)            |                                     |                                     | Атлетический клуб Иллинойса         | 1                                   | -4                                  |
|                                     | Чарльз Финн                         | 28 июля 1897 (39 лет)               |                                     |                                     | Атлетический клуб Лос-Анджелеса     | 3                                   | 0                                   |
|                                     | Гарольд Маккалистер                 | 14 октября 1903 (32 года)           |                                     |                                     | Атлетический клуб Лос-Анджелеса     | 3                                   | 0                                   |
|                                     | Диксон Фиск                         | 7 сентября 1914 (21 год)            |                                     |                                     | Атлетический клуб Лос-Анджелеса     | 1                                   | 0                                   |
|                                     | Уолли О’Коннор                      | 25 августа 1903 (32 года)           |                                     |                                     | Атлетический клуб Лос-Анджелеса     | 3                                   | 2                                   |
|                                     | Кеннет Бек                          | 19 апреля 1915 (21 год)             |                                     |                                     | Атлетический клуб Лос-Анджелеса     | 3                                   | 0                                   |
|                                     | Филип Добенспек                     | 28 октября 1905 (26 лет)            |                                     |                                     | Атлетический клуб Лос-Анджелеса     | 3                                   | 4                                   |
|                                     | Рэй Радди                           | 31 августа 1911 (24 года)           |                                     |                                     | Атлетический клуб Нью-Йорка         | 2                                   | 1                                   |

Результаты
Групповой этап
| Место | Команда    | И | В | Н | П | МЗ | МП | МР | Очки |
| ----- | ---------- | - | - | - | - | -- | -- | -- | ---- |
| 1     | Бельгия    | 3 | 2 | 1 | 0 | 6  | 4  | +2 | 5    |
| 2     | Нидерланды | 3 | 1 | 2 | 0 | 5  | 4  | +1 | 4    |
| 3     | США        | 3 | 1 | 0 | 2 | 7  | 8  | -1 | 2    |
| 4     | Уругвай    | 3 | 0 | 1 | 2 | 2  | 4  | -2 | 1    |

| 8 августа 1936 16:15 | США                                 | 2:3  | Нидерланды                                     | Берлин Судьи: Бенекке |
| 8 августа 1936 16:15 | Счёт по половинам: 0:3, 2:0.        |      |                                                | Берлин Судьи: Бенекке |
| 8 августа 1936 16:15 | Уолли О’Коннор, Филип Добенспек — 1 | Голы | 1 — Ян ван Хетерен, Кес ван Аэльст, Ханс Майер | Берлин Судьи: Бенекке |

| 9 августа 1936 11:30 | США                            | 2:1  | Уругвай         | Берлин Судьи: Мацумото |
| 9 августа 1936 11:30 | Счёт по половинам: 0:1, 2:0.   |      |                 | Берлин Судьи: Мацумото |
| 9 августа 1936 11:30 | Филип Добенспек, Рэй Радди — 1 | Голы | 1 — Хосе Кастро | Берлин Судьи: Мацумото |

| 10 августа 1936 12:10 | США                                 | 3:4  | Бельгия | Берлин Судьи: Шимко |
| 10 августа 1936 12:10 | Счёт по половинам: 0:3, 3:1.        |      |         | Берлин Судьи: Шимко |
| 10 августа 1936 12:10 | Уолли О’Коннор, Филип Добенспек — 1 | Голы |         | Берлин Судьи: Шимко |

Итог: 9-е место.